# Онгурёнское муниципальное образование
Онгурёнское муниципальное образование (бур. Унгэрэын hомон) — муниципальное образование со статусом сельского поселения в 
Ольхонском районе Иркутской области России. Административный центр — Онгурён.

## Демография
| 2010 | 2011 | 2012 | 2013 | 2014 | 2015 | 2016 |
| ---- | ---- | ---- | ---- | ---- | ---- | ---- |
| 507  | ↗509 | ↘504 | ↘502 | ↗511 | ↗512 | ↘506 |
| 2017 |      |      |      |      |      |      |
| ↘502 |      |      |      |      |      |      |

## Населённые пункты
В состав муниципального образования входят населенные пункты:
- Онгурён
- Зама
- Кочерикова[8]